# 트리네 뒤르홀름
트리네 뒤르홀름(덴마크어: Trine Dyrholm, 1972년 4월 15일 ~ )은 덴마크의 배우, 가수, 작곡가이다.

## 출연 작품
- 싸이코시아 (2019)
- 퀸 오브 하츠 (2019)
- 인류종말 - 그 후 (2019)
- X&Y (2018)
- 비커밍 아스트리드 (2018)
- 니코, 1988 (2017)
- 사랑의 시대 (2016)
- 후 엠 아이 (2014)
- 히든 스나이퍼 (2013)
- 3096일 (2013)
- 다시, 뜨겁게 사랑하라! (2012)
- 로얄 어페어 (2012)
- 룸 304 (2011)
- 인 어 베러 월드 (2010)
- 댄센 (2008)
- 트러블드 워터 (2008)
- 작은 병사 (2008)
- 춤추는 꿈틀이 밴드 (2008)
- 데이지 다이아몬드 (2007)
- 오프스크린 (2006)
- 소프 (2006)
- 벽 위에 파리들 (2005)
- 인 유어 핸드 (2004)
- 오케이 (2002)
- 방갈로 (2002)
- P.O.V. - 포인트 오브 뷰 (2001)
- 인디언 (1999)
- 셀레브레이션 (1998)